# Nikobarensperber
Der Nikobarensperber (Tachyspiza butleri, Synonym: Accipiter butleri) ist ein Greifvogel, der auf den Nikobaren endemisch vorkommt.

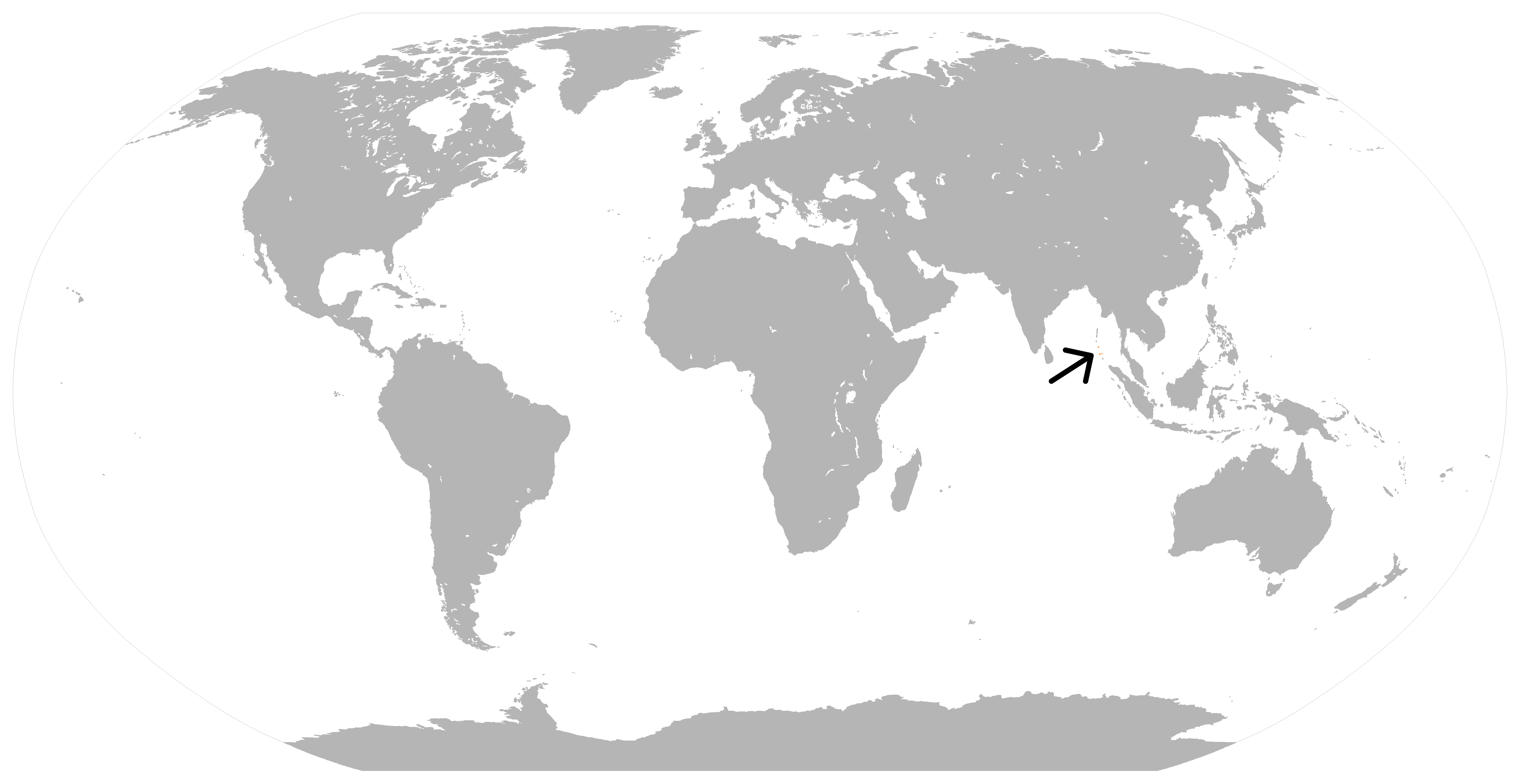
Verbreitungskarte

Der Lebensraum umfasst tropischen oder subtropischen feuchten Tieflandwald, meist unterhalb von 100 m Höhe.
Der Artzusatz bezieht sich auf Edward Arthur Butler (1843–1916), britischer Offizier und Ornithologer.

## Merkmale
Dieser Vogel ist 28 bis 34 cm groß, die Flügelspannweite beträgt 50 bis 57 cm, ein kleiner, ruffreudiger Sperber mit kurzen, spitzen Flügeln, mittellangem Schwanz und ziemlich kräftigem Schnabel. Vom größeren und dunkleren Schikrasperber (Accipiter badius) unterscheidet er sich durch die einzelne dunkle subterminale Schwanzbinde.
Das Weibchen ist auf der Oberseite brauner und hat deutlichere rotbraune Bänderung auf der Unterseite. Die Iris ist hell orange-gelb, die Wachshaut grünlich-gelb und die Beine sind gelb.
Jungvögel sind rotbraun, haben zwei dunkle Schwanzbinden, sind auf der Unterseite dunkel rotbraun gebändert, die Iris ist gräulich-weiß, Wachshaut und Beine sind blasser als beim erwachsenen Vogel.

## Geografische Variation
Es werden folgende Unterarten anerkannt:
- T. b. butleri (Gurney, Jr., 1898)[4], Nominatform, – nördliche Nikobaren
- T. b. obsoletus (Richmond, 1902)[5], – zentrale Nikobaren, größer als die Nominatform, blasser an Scheitel und Wangen, mit deutlicherem weißlichen Überaugenstreif, dunkler Iris und ohne Rotbraun an der Unterseite

## Stimme
Der Ruf wird als schrilles, doppeltes „kee-wick“ beschrieben, sehr ähnlich dem des Schikrasperbers.

## Lebensweise
Die Nahrung besteht hauptsächlich aus Echsen.
Die Brutzeit liegt zwischen Februar und September.

## Gefährdungssituation
Die Art gilt als gefährdet (Vulnerable) aufgrund von Habitatverlust.